# جک اوون
جک اوون (به انگلیسی: jack owen) یک گیتاریست هوی متال آمریکائی که بیشتر به عنوان یک نوازنده خوب در سبک دث متال شناخته می‌شود. او یکی از اعضای اصلی و بنیان‌گذار گروه کنیبال کورپس می‌باشد. او از سال ۱۹۸۸ که گروه تشکیل شد تا سال ۲۰۰۴ که گروه را ترک کرد همواره با آن‌ها همراه بوده‌است. بعد از آن سال، او به گروه دیساید پیوست - گروه با توانایی بالا و سابقه طولانی مدت در دث متال فلوریدا - و با آن‌ها سه آلبوم نیز ضبط کرد. در نوامبر سال ۲۰۰۷، اوون برای حمایت از گروه ادریفت به‌طور کامل در آلبوم "عفو" حضور یافت، که ادریفت برای گرفتن لیبل برای ضبط آن علاقه‌مند بود و اوون نیز گفت: "من به حضورم در این آلبوم افتخار می‌کنم". او همچنین نوازندگی لید گیتار را به همراه جان لی در گروه اوردر اف اند بر عهده داشته‌است.

## بیوگرافی
جک اوون متولد شد در بوفالو، نیویورک، از مادر نورما و پدر گلن اوون. او در مصاحبه‌ای گفت که پدرش گاهی اوقات با گیتار آکوستیک خود به نواختن پخشی از آهنگ‌های کلاسیک سبک کانتری که توسط هنک ویلیامز و هنرمندان دیگر ساخته شده بود می‌پرداخت. او می‌گوید من بیشتر از "حرف‌های اوون" الهام می‌گیرم.